# Rizal Memorial Sports Complex

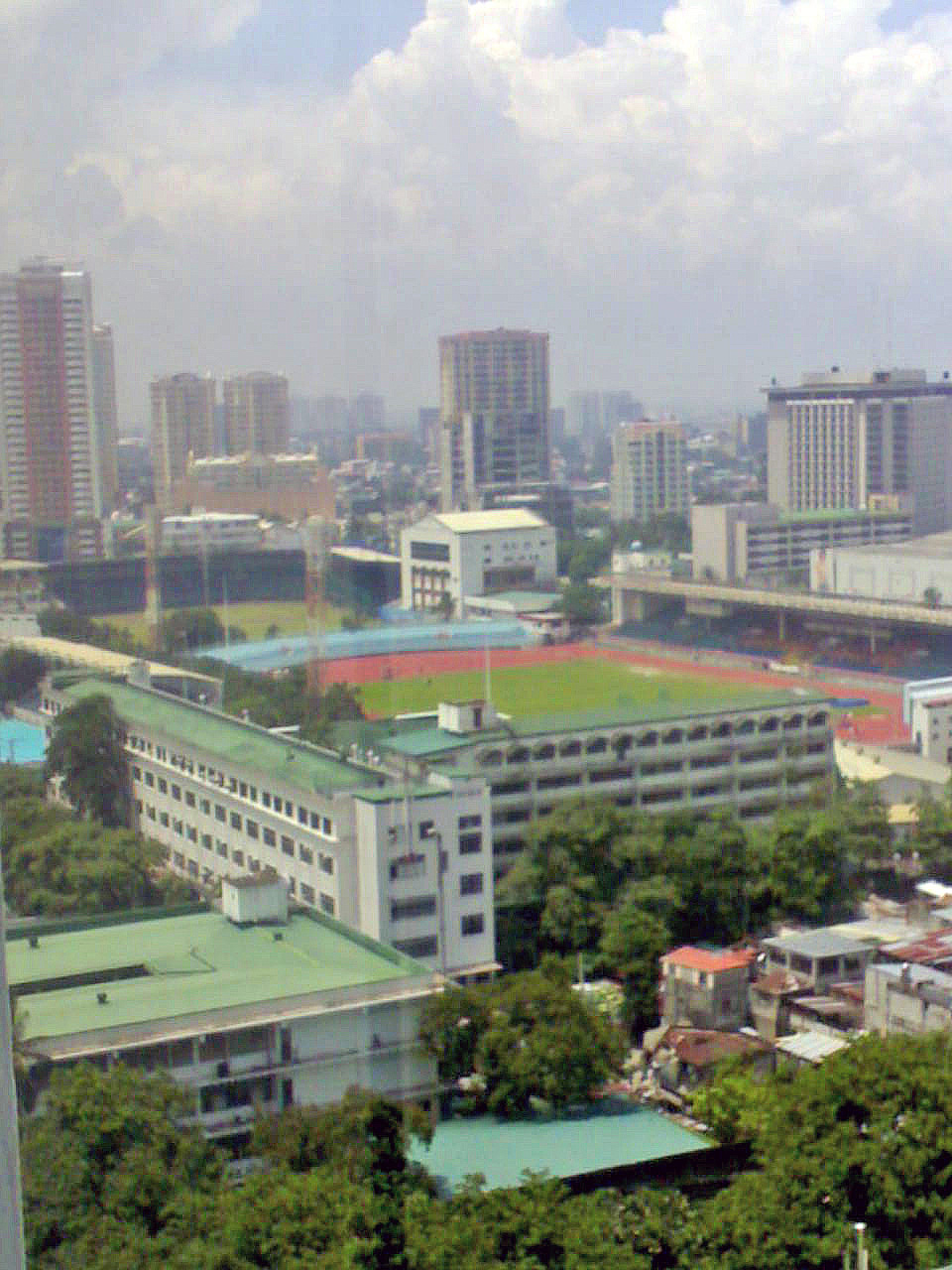
Het RMSC nationale stadion.

Het Rizal Memorial Sports Complex, het nationale sportcomplex van de Filipijnen, staat bekend als het oudste sportcomplex van Azië. Het complex is gelegen in de hoofdstad van de Filipijnen, Manilla. Officieel werd het indertijd gebouwd voor de Verre Oosten Kampioenschappen van 1934, een voorloper van de Aziatische Spelen. Het is vernoemd naar een nationale held, José Rizal. Het complex werd gerenoveerd in 1953 nadat het was verwoest tijdens de Tweede Wereldoorlog. Tot 2006 zijn er geen wezenlijke veranderingen meer geweest aan het complex. Het werd bekritiseerd door zowel nationale als internationale sportofficials om haar leeftijd en beperkte capaciteit. Het nationale stadion, hoofdstadion van het complex, heeft een maximale capaciteit van 30.000 mensen. Het complex biedt ook onderdak aan de Filipijnse Sport Commissie en is tevens de thuisbasis van 's lands beste atleten.
Een groter en moderner sportcomplex, wat moet gaan dienen als nationaal stadion voor de Filipijnen, staat gepland om gebouwd te worden in Pasay City of in het voormalige Clark Air Base in Pampanga.

## Georganiseerde sportevenementen
- Spelen van het Verre Oosten 1934
- Aziatische Spelen 1954
- Zuidoost-Aziatische Spelen 1981
- Zuidoost-Aziatische Spelen 1991
- Zuidoost-Aziatische Spelen 2005

## Faciliteiten
- Ninoy Aquino stadion (Basketbal)
- PSC badmintonhal
- Rizal Memorial zwemcomplex
- Rizal Memorial Coliseum (Basketbal)
- Rizal Memorial honkbalstadion
- Rizal Memorial Stadium (Atletiek en voetbal)
- Rizal Memorial tenniscentrum
- Taekwondocomplex